# 매킨토시 LC

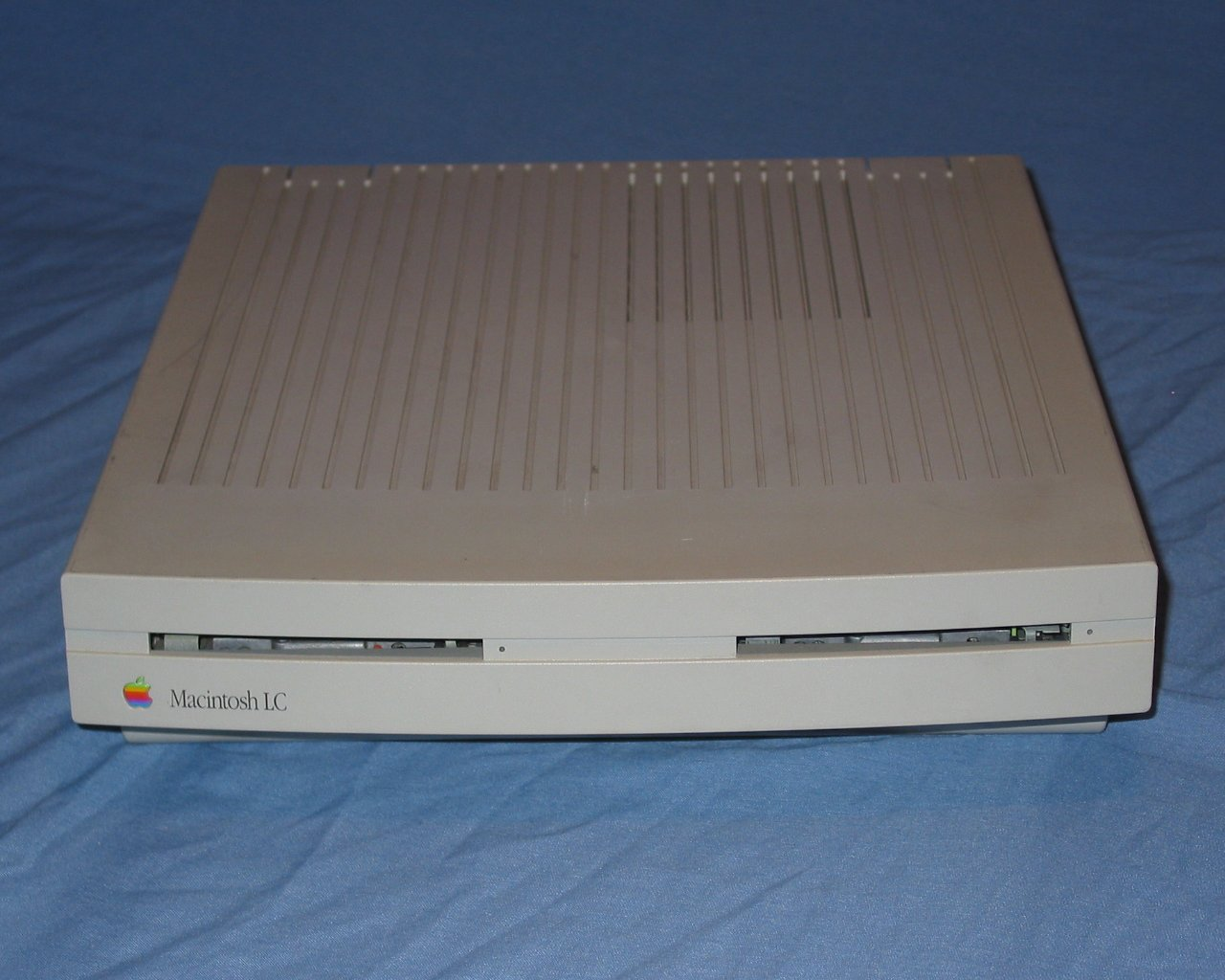
매킨토시 LC의 모습

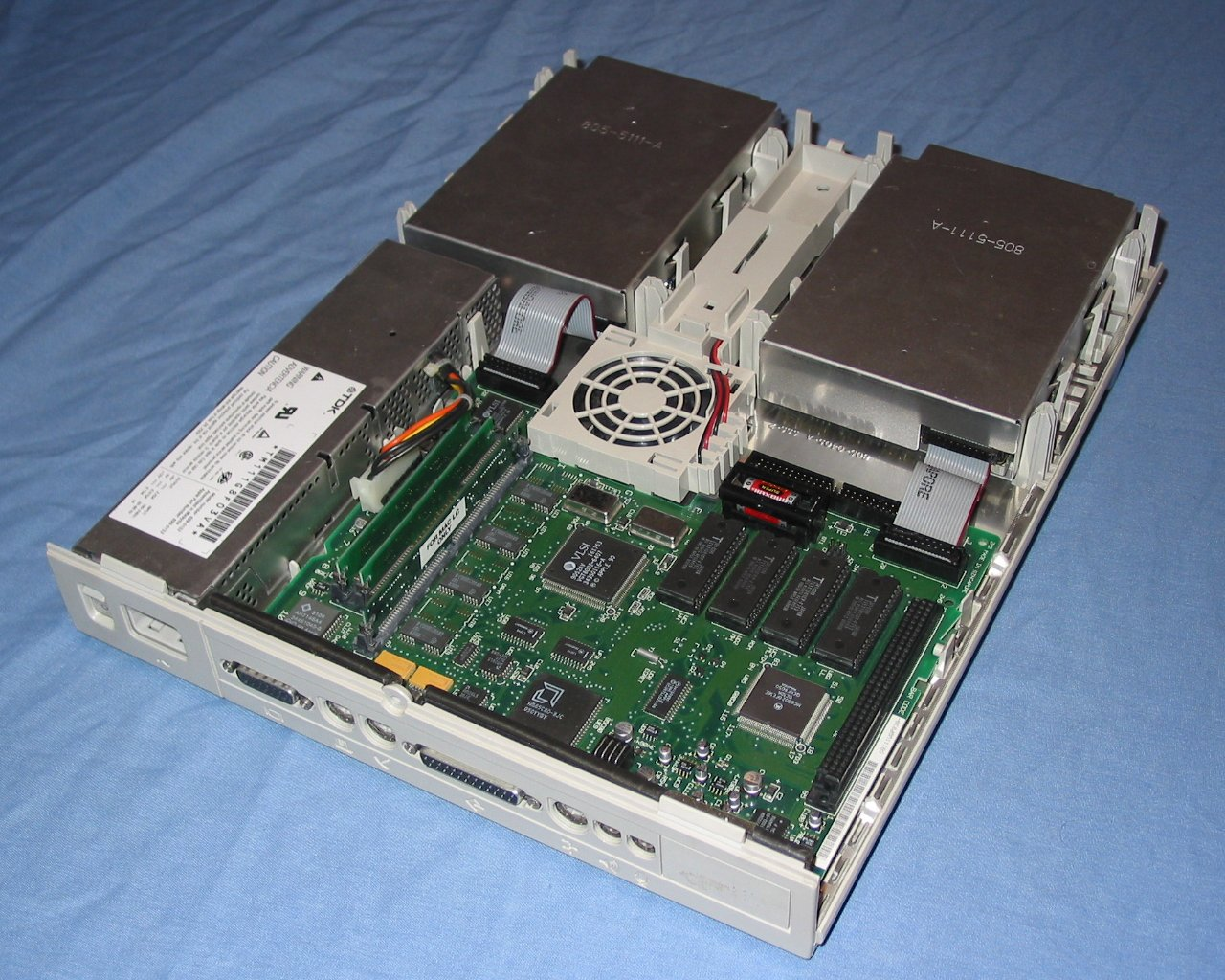
매킨토시 LC의 내부.

매킨토시 LC(Macintosh LC)는 애플 컴퓨터가 1990년 10월부터 1992년 3월까지 설계, 제조, 판매한 개인용 컴퓨터이다.

## 개요
매킨토시 LC 패밀리의 최초 모델인 LC는 매킨토시 클래식(더 오래된 매킨토시 플러스의 리패키징)과 매킨토시 IIsi(매킨토시 II 시리즈의 새로운 엔트리 레벨 머신)과 함께 선보였으며 절반 가격에 매킨토시 II와 전반적으로 동일한 성능을 제공하였다. LC의 개발은 애플IIGS과 동일한 가격으로 제품을 교육 위원회에 판매하려는 애플의 열망에 따라 속도를 내게 되었다. 로봇이 제조할 수 있었던 5개의 주요 부품과 함께 값싼 제조공정을 위해 설계되었다. 이 컴퓨터는 $2400 가격이었으며 이것과 새로운 $600의 12인치 컬러 디스플레이는 매킨토시 II보다 3500 달러 더 저렴하였다. 애플 IIe 카드가 LC를 위해 도입된지 얼마 지나지 않아 애플은 공식적으로 IIGS의 퇴장을 발표하였으며 회사는 LC의 판매 및 마케팅 노력에 초점을 두길 바랐다.
오리지널 매킨토시 LC는 1990년 10월에 도입되었으며 이후 12월과 1월에 딜러에게 초기 선적이 이루어졌다. 이 모델은 전반적으로 동일하지만 모토로라 68030 프로세서를 장착한 매킨토시 LC II로 대체되었다.

## 모델
1990년 10월 15일 도입:
- Macintosh LC:[5] 2 MB RAM, 40 MB HDD.